# Atom (software)
Atom era un editor de código fuente de código abierto para macOS, Linux, y Windows con soporte para múltiples plug-in escritos en Node.js y control de versiones Git integrado, desarrollado por GitHub. Atom es una aplicación de escritorio construida utilizando tecnologías web.
La mayor parte de los paquetes tienen licencias de software libre y está desarrollados y mantenidos por la comunidad de usuarios. Atom está basado en Electron (Anteriormente conocido como Atom Shell), Un framework que permite crear aplicaciones de escritorio multiplataforma usando Chromium y Node.js. Está escrito en CoffeeScript y Less. También puede ser utilizado como un entorno de desarrollo integrado (IDE).
Atom liberó su beta en la versión 1.0, el 25 de junio de 2015. Sus desarrolladores lo llaman un «editor de textos hackeable para el siglo XXI», ya que es totalmente personalizable con HTML, CSS, y JavaScript.
El 8 de junio de 2022, GitHub anunció el fin de la vida útil de Atom para el 15 de diciembre de ese mismo año.

## Lenguajes Soportados
Utilizando los complementos predeterminados, los siguientes lenguajes son compatibles en algunos aspectos a partir de v1.5.1: 
- C
- C++
- C#
- Clojure
- COBOL
- CSS
- CoffeeScript
- D
- GitHub Flavored Markdown
- Go
- HTML
- Java
- JavaScript
- JSON
- Julia
- Less
- Make
- Mustache
- Nim
- Objective-C
- Perl
- PHP
- Python
- Racket[15]
- Ruby
- Ruby on Rails
- Sass
- Scala
- Shell script
- SQL
- TOML
- TypeScript
- XML
- YAML
- MML

Cabe resaltar que Atom puede añadir soporte para otros lenguajes de programación mediante el sistema de paquetes, así también mejorar el soporte para los lenguajes existentes mediante mejoras como intérpretes, debbugers o pipelines que conecten software de terceros a Atom.

## Licencia
Inicialmente, los paquetes de extensión para Atom y todo lo que no forma parte del núcleo de Atom fueron lanzados bajo una licencia de código abierto. El 6 de mayo de 2014, el resto de Atom, incluyendo la aplicación de núcleo, su gestor de paquetes, así como Electron, su framework de escritorio, fueron publicados como software libre y de código abierto bajo la Licencia MIT.